# Steganthera oligantha
Steganthera oligantha är en tvåhjärtbladig växtart som först beskrevs av Janet Russell Perkins, och fick sitt nu gällande namn av Kanehira & Hatusima. Steganthera oligantha ingår i släktet Steganthera och familjen Monimiaceae. Inga underarter finns listade i Catalogue of Life.